# Chaumont-en-Vexin
Chaumont-en-Vexin je francouzská obec v departementu Oise v regionu Hauts-de-France. V roce 2010 zde žilo 3 030 obyvatel. Je centrem kantonu Chaumont-en-Vexin.

## Vývoj počtu obyvatel
Počet obyvatel 